# Ara Fluctus
Ara Fluctus est un terrain d'écoulement sur Titan, satellite naturel de Saturne.

## Caractéristiques
Ara Fluctus est centré sur 39,8° de latitude nord et 118,4° de longitude ouest, et mesure 70 km dans sa plus grande dimension.

## Observation
Ara Fluctus a été découvert par les images transmises par la sonde Cassini.
Il a reçu le nom d'Ara le magnifique, roi légendaire Arménie.